# Protection Switching
Protection Switching (oder allgemeiner Protection) bezeichnet in Kommunikationsnetzen die Möglichkeit, im Fehlerfall automatisch auf redundant vorgehaltene Ressourcen umzuschalten. Den im Regelfall benutzten Kommunikationsweg (Leitung, Verbindung) bezeichnet man gewöhnlich als Arbeitsweg, den redundant vorgehaltenen als Ersatzweg. Handelt es sich nicht um Kommunikationswege, sondern beispielsweise um Steckkarten in einem Gerät, spricht man von geschützter Einheit und schützender Einheit.
Bei Kommunikationswegen sind die Mechanismen für das Erkennen der Fehlfunktion und für das Durchführen des Umschaltvorgangs an den Endpunkten der geschützten Strecke implementiert.

## Protection-Klassen
Wenn für jeden Arbeitsweg ein Ersatzweg vorgehalten wird, so wird dies als „1+1“- oder „1:1“-Protection bezeichnet. Bei der 1+1-Protection wird das gesendete Signal gleichzeitig auf beiden Wegen übertragen und bei einem Fehler auf der Empfangsseite umgeschaltet. Im Gegensatz dazu wird bei der 1:1-Protection immer nur ein Weg zur Zeit genutzt, so dass der Ersatzweg im fehlerfreien Falle mit einem Verkehr niedriger Priorität betrieben werden kann (dieser wird im Fehlerfalle ersatzlos verworfen, engl. ‚squelching‘).
Wird für insgesamt n Arbeitswege nur 1 Ersatzweg vorgehalten, so spricht man von „1:n Protection“. Werden m Ersatzwege für n Arbeitswege eingerichtet, spricht man von einer „m:n Protection“.
Die Betriebsart einer Protection ist revertive oder nonrevertive: Im revertive-Mode wird, nachdem der unterbrochene Arbeitsweg wiederhergestellt ist, automatisch wieder auf ihn zurückgeschaltet, wohingegen im nonrevertive-Mode der Ersatzweg beibehalten wird. In dieser Betriebsart muss dann manuell zurückgeschaltet werden. Für die automatische Rückschaltung ist in der Regel eine Wartezeit einstellbar (WTR, Wait To Restore).

## Automatic Protection Switching
Beim Automatic Protection Switching handelt es sich um eine automatische Sicherheitsfunktion von SDH-Systemen, die es erlaubt, bei einem Fehlerfall innerhalb kürzester Zeit von einem Arbeitsweg auf einen Ersatzweg umzuschalten. Diese Umschaltung ist gewöhnlich nach maximal 50 ms beendet, wobei die genaue Zeit von der Technik des Gerätes abhängt. Sie liegt dabei in Zeitbereichen, die ältere Technologien nicht realisieren können.

## Selbstheilung
Besondere Protection-Architekturen bezeichnet man als selbstheilend: Dieser Begriff wird im Zusammenhang mit Anordnungen verwendet, die schon im Normalfall gedoppelte Strukturen aufweisen. Beispiele sind SDH-Ringstrukturen, die Doppelbus-Struktur des DQDB-MAN und die Doppelring-Struktur der FDDI-LAN.

## Equipment Protection
Während sonst mittels Protection gegen Fehler auf den Übertragungswegen geschützt wird, bezeichnet Equipment Protection den Schutz gegen den Ausfall einzelner Baugruppen oder Funktionen auf den Baugruppen eines Gerätes. Der Schutz wird durch Doppelung hergestellt: Es müssen redundante Baugruppen oder redundante Funktionen bereitstehen, die Schutzfunktionen übernehmen. Mit der Equipment Protection wird die Zuverlässigkeit eines Gerätes erhöht.
Beispielsweise ist es bei öffentlichen Vermittlungsstellen üblich, dass die zentrale Steuerung der Line-Cards, die die Teilnehmeranschlüsse steuern, gedoppelt werden kann.